# Giennadij Gołowkin

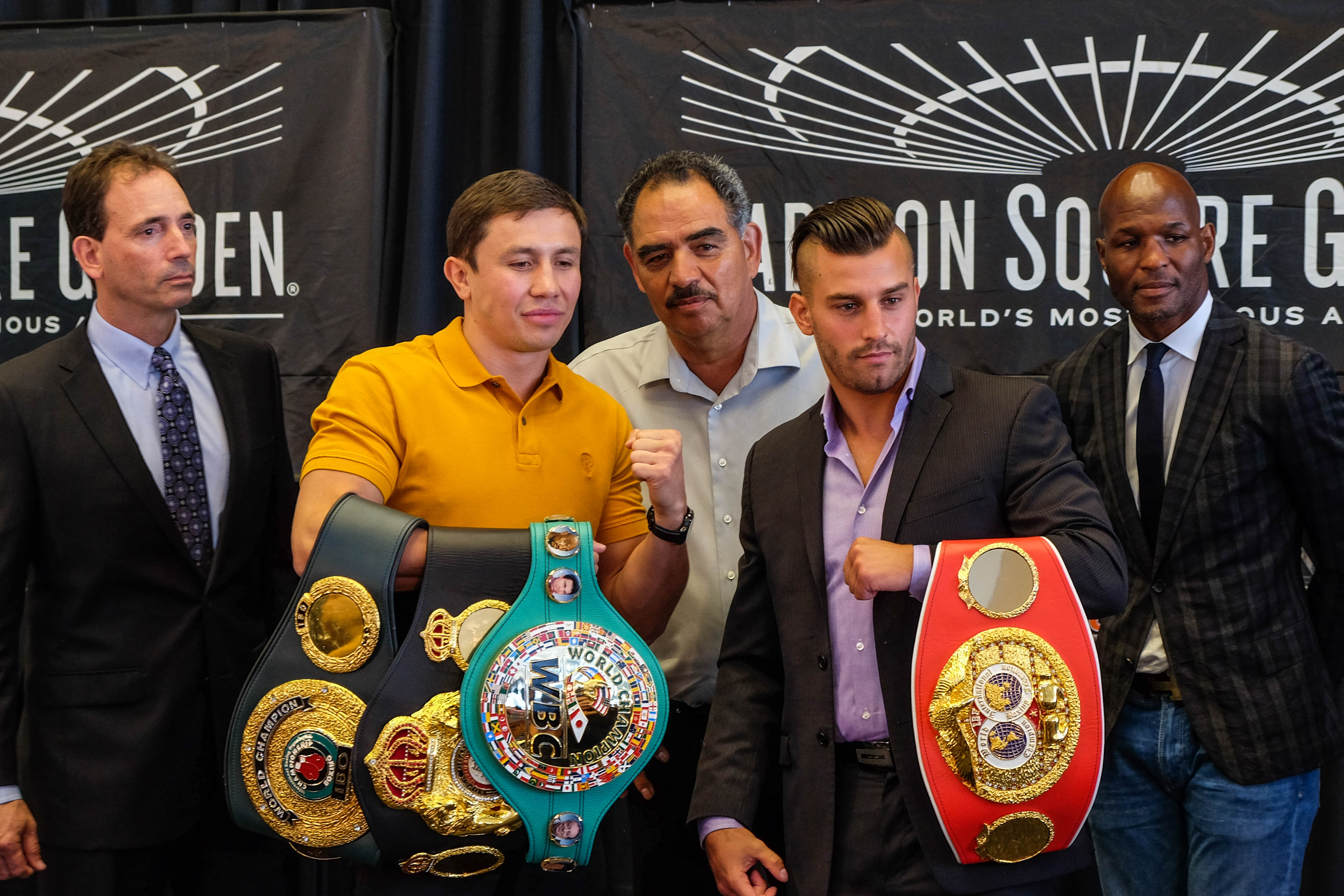
Golovkin-Lemieux (października 2015)

Giennadij Giennadijewicz Gołowkin (kaz. Геннадий Геннадьевич Головкин, ur. 8 kwietnia 1982 w Karagandzie) – kazachski bokser, były mistrz świata IBF, WBA i IBO oraz były mistrz świata wagi średniej federacji WBC. W swojej karierze pokonał 23 zawodników o tytuł mistrza świata wagi średniej.

## Kariera amatorska
W 2000 w Budapeszcie został mistrzem świata juniorów w kategorii lekkopółśredniej. W 2002 wystartował w Igrzyskach Azjatyckich w Pusan w wadze junior średniej. Kolejno pokonał Abdullaha Shekiba (Afganistan), Nagimeldina Adama (Katar), Song In Joona (Korea Południowa) i w finale Suriya Prasathinpimai z Tajlandii przez TKO w 3. rundzie
Na Mistrzostwach Świata w Bangkoku w 2003 pokonał: przyszłego mistrza świata Rosjanina Matwieja Korobowa, Andy’ego Lee z Irlandii oraz przyszłego zawodowego mistrza świata Rumuna Luciana Bute. W półfinale wygrał z Kubańczykiem Yordanisem Despaignem, a w finale pokonał Ukraińca Ołeha Maszkina przez RSC w 2. rundzie i został mistrzem wagi średniej.
W 2004 został mistrzem Azji, a następnie reprezentował swój kraj na Igrzyskach Olimpijskich w Atenach w wadze średniej, gdzie kolejno pokonał Ali Ahmeda Khana z Pakistanu i Egipcjanina Ramadana Yassera. W półfinale wygrał z Amerykaninem Andre Dirrellem, a w finale przegrał na punkty z Gajdarbiekiem Gajdarbiekowem z Rosji.
W Mistrzostwach Świata w Mianyang (Chiny) w 2005 pokonał Nikolę Sjekloca, a następnie sensacyjnie przegrał z Egipcjaninem Mohammadem Hikalem.

## Kariera zawodowa
Karierę zawodową rozpoczął 5 czerwca 2006. Do listopada 2009 stoczył 18 walk, wszystkie wygrywając. W tym czasie zdobył wakujący tytuł WBO Intercontinental w kategorii średniej.
14 sierpnia 2010 w Panamie doszło do spotkania z Miltonem Núñezem (Kolumbia). Gołowkin wygrał przez nokaut w pierwszej rundzie i zdobył  pas tymczasowego mistrza WBA w wadze średniej. Po otrzymaniu przez Felixa Sturma tytułu super mistrza WBA, Gołowkin został jesienią 2010 uznany regularnym mistrzem WBA.
W pierwszej obronie, 16 grudnia 2010, bez problemu uporał się przed własną publicznością w Astanie (Kazachstan) z Kolumbijczykiem Nilsonem Julio Tapią wygrywając przez nokaut w trzeciej rundzie. 17 czerwca 2011 doszło w Panamie do pojedynku z byłym mistrzem świata organizacji IBF w wadze junior średniej Ugandczykiem Kassimem Oumą. Po bardzo dobrej walce Gołowkin wygrał przez techniczny nokaut w dziesiątej rundzie. W kolejnej obronie tytułu, 9 grudnia, znokautował w pierwszej rundzie Lajuana Simona (Stany Zjednoczone).
12 maja 2012 obronił pas zwyciężając przez techniczny nokaut w trzeciej rundzie Japończyka Makoto Fuchigamiego, posyłając go na deski w rundzie pierwszej i drugiej. W kolejnym pojedynku miał zmierzyć się z mistrzem świata federacji WBO Rosjaninem Dmitrijem Pirogiem. Do pojedynku nie doszło z powodu kontuzji Piroga a zastąpił go aktualny mistrz Europy Polak Grzegorz Proksa. 1 września w Veronie (Stany Zjednoczone) Gołowkin zaprezentował się znakomicie amerykańskiej widowni (transmisję z walki przeprowadziła stacja HBO) i wygrał przez techniczny nokaut w piątej rundzie mając przeciwnika na deskach w rundzie pierwszej, czwartej i piątej.
19 stycznia 2013 w obronie tytułów WBA i IBO zmierzył się z Amerykaninem Gabrielem Rosado. Rosado dzielnie się trzymał, ale został poddany w 7 rundzie przez sędziego, z powodu dużej ilości rozcięć na twarzy.
3 listopada 2013 pokonał przez techniczny nokaut w ósmej rundzie Amerykanina Curtisa Stevensa mając go na deskach w drugiej rundzie. Gołowkin obronił tym samym tytuły WBA i IBO.
1 lutego 2014 na gali boksu w Monte Carlo pokonał przez techniczny nokaut w siódmej rundzie Osumanu Adamę z Ghany, wcześniej trzykrotnie rzucając rywala na deski.
26 lipca 2014 w Madison Square Garden pokonał przez techniczny nokaut w trzeciej rundzie byłego zunifikowanego mistrza świata Daniela Geale'a, po raz kolejny broniąc tytuł mistrzowski.
18 października 2014 w kalifornijskim Carson pokonał przez nokaut w drugiej rundzie meksykańskiego wojownika Marco Antonio Rubio i do posiadanych pasów mistrzowskich dorzucił pas WBC Interim.
Do kolejnej obrony posiadanych tytułów przystąpił 21 lutego 2015 na gali w stolicy Monako - Monte Carlo. Jego przeciwnikiem był były pretendent do tytułów mistrzowskich wagi średniej Martin Murray (29-2-1, 12 KO). Brytyjczyk długo i dzielnie się bronił, dotrwał do jedenastej rundy, mimo że wcześniej trzykrotnie był liczony - dwukrotnie w rundzie czwartej i raz w dziesiątej. Jednak w jedenastej rundzie, po kolejnej bombie Gołowkina, sędzia Luis Pabon postanowił przerwać ten jednostronny pojedynek. Murray został jednak w ten sposób zawodnikiem, który wytrzymał z Gołowkinem najdłuższy czas w ringu.
16 maja 2015 w Inglewood w Kalifornii pokonał przez techniczny nokaut w szóstej rundzie Amerykanina Williego Monroego Jr. (19-2, 6 KO).
17 października 2015 w Madison Square Garden w Nowym Jorku pokonał przez nokaut techniczny w 8 rundzie Kanadyjczyka Davida Lemieuxa (34-3, 31 KO) unifikując pasy WBA, IBF i IBO w kategorii średniej.
23 kwietnia 2016 w  Inglewood w obronie tytułów WBA, IBF i IBO w kategorii średniej, znokautował w drugiej rundzie Amerykanina  Dominica Wade’a (18-0, 12 KO).
10 września 2016 w Londynie pokonał przez techniczny nokaut w 5 rundzie mistrza świata federacji IBF z kategorii półśredniej Kella Brooka (36-1, 25 KO), broniąc tytułów mistrza świata federacji WBC, WBA, IBF i IBO w wadze średniej.
18 marca 2017 roku pokonał jednogłośnie na punkty (115-112, 115-112, 114-113) regularnego mistrza świata federacji WBA, Daniela Jacobsa (32-1, 29 KO). Tym samym Amerykanin przerwał trwającą od 2008 roku serię Kazacha kolejnych 23 zwycięstw przed czasem.

### Pojedynki z Saúlem Álvarezem, utrata tytułów WBA, WBC i IBO
16 września 2017 w T-Mobile Arena w Las Vegas Kazach (37-0-1, 33 KO) zremisował z Meksykaninem Saúlem Álvarezem (49-1-2, 34 KO). Sędziowie punktowali 118:110 Canelo, 115:113 Gołowkin oraz 114:114.
5 maja 2018 roku w Las Vegas miało dojść do rewanżowego pojedynku Gołowkina z Saulem Alvarezem, jednak walka została odwołana ze względu na wpadkę dopingową Meksykanina. Ostatecznie występ Kazacha został przeniesiony do kalifornijskiego StubHub Centre, a jego rywalem został Vanes Martirosyan (36-3-1, 21 KO). Gołowkin wygrał tę walkę przed czasem w drugiej rundzie, broniąc mistrzowskich tytułów WBC, WBA, IBF oraz IBO w kategorii średniej..  
W rewanżowym pojedynku z Alvarezem, do którego doszło ostatecznie 15 września 2018 ponownie w T-Mobile Arena w Las Vegas, po dwunastu zaciętych i wyrównanych rundach przegrał niejednogłośnie na punkty, tracąc tytuły mistrza świata wagi średniej federacji WBA, WBC i IBO. Sędziowie punktowali 114:114 i dwukrotnie 113:115 na korzyść jego rywala.

### Odzyskanie mistrzowskiego tytułu
5 października w Madison Square Garden w Nowym Jorku odzyskał mistrzowskie pasy federacji IBF oraz IBO, pokonując po bardzo wyrównanym pojedynku jednogłośnie na punkty reprezentanta Ukrainy Sergieja Derewianczenkę (13-2, 10 KO). Sędziowie punktowali na jego korzyść 115-112, 115-112, oraz 114-113. W pierwszej rundzie udało mu się rzucić rywala na deski.

### Walka z Kamilem Szeremetą
18 grudnia 2020 w Seminole Hard Rock Hotel and Casino w Hollywood pokonał przez RTD w siódmej rundzie Kamila Szeremetę (21-1, 5 KO), broniąc tytułów mistrza świata IBF i IBO w wadze średniej. Polak był liczony w pierwszej, drugiej, czwartej oraz siódmej rundzie.

### Unifikacja pasów WBA i IBF
9 kwietnia 2022 w Super Arena w Saitamie pokonał przez TKO w 9. rundzie Japończyka Ryotę Muratę (16-3, 13 KO). Dzięki temu zwycięstwu zunifikował pasy mistrzowskie WBA i IBF w wadze średniej, zostając drugim w historii zawodnikiem, któremu udała się ta sztuka po przekroczeniu 40. roku życia (wcześniej pasy w tak dojrzałym wieku unifikował tylko Bernard Hopkins).

### Dopełnienie trylogii z Saulem Alvarezem
17 września 2022 roku w T-Mobile Arena w Las Vegas po raz trzeci spotkał się w ringu z Saulem Alvarezem (58-2-2, 39 KO). W dwóch wcześniejszych pojedynkach z tym rywalem zanotował kontrowersyjny remis i dyskusyjną porażkę. Tym razem Meksykanin zdecydowanie przeważał przez cały pojedynek i wygrał jednogłośnie na punkty (116:112 i dwukrotnie 115:113). Stawką walki były mistrzowskie pasy federacji WBC, WBA, IBF oraz WBO w wadze super średniej.